# Бескудукский сельский округ
Бескудукский сельский округ (каз. Бесқұдық ауылдық округі) — административная единица в составе Есильского района Северо-Казахстанской области Казахстана. Административный центр — село Бескудук. Аким сельского округа — Тукенов Азамат Сарсимбаевич.
Население — 1278 человек (2009, 1890 в 1999, 2354 в 1989).

## Социальные объекты
В сельском округе функционирует 1 основная и 2 начальные школы, 2 мини-центра для детей дошкольного возраста.
Имеются 3 медицинских пункта, машина «скорой помощи».
Функционирует Совет общественности и Совет ветеранов.

## История
Указом Президиума Верховного Совета Казахской ССР от 6 мая 1952 года образован Бескудукский поселковый совет. 12 января 1994 года постановлением главы Северо-Казахстанской областной администрации в существующих границах создан Бескудукский сельский округ.

## Состав
В состав округа входят такие населенные пункты:
| Населенный пункт | Население, человек (1989) | Население, человек (1999) | Население, человек (2009) |
| ---------------- | ------------------------- | ------------------------- | ------------------------- |
| Алабие, село     | 485                       | 386                       | 297                       |
| Бескудук, село   | 956                       | 716                       | 500                       |
| Тамамбай, село   | 268                       | 229                       | 68                        |
| Черуновка, село  | 645                       | 559                       | 413                       |